# Isoscytus
Isoscytus is een geslacht van wantsen uit de familie van de Saldidae (Oeverwantsen). Het geslacht werd voor het eerst wetenschappelijk beschreven door Odo Reuter in 1912.

## Soorten
Het genus bevat de volgende soorten:

- Isoscytus franciscanus (Drake, 1949)
- Isoscytus nasti Drake & Hottes, 1955
- Isoscytus politus (Uhler, 1877)